# Gustaf Isander

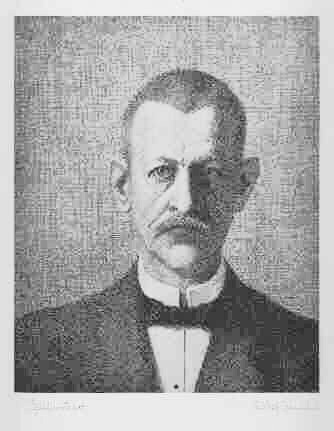
Gustaf Isander, självporträtt

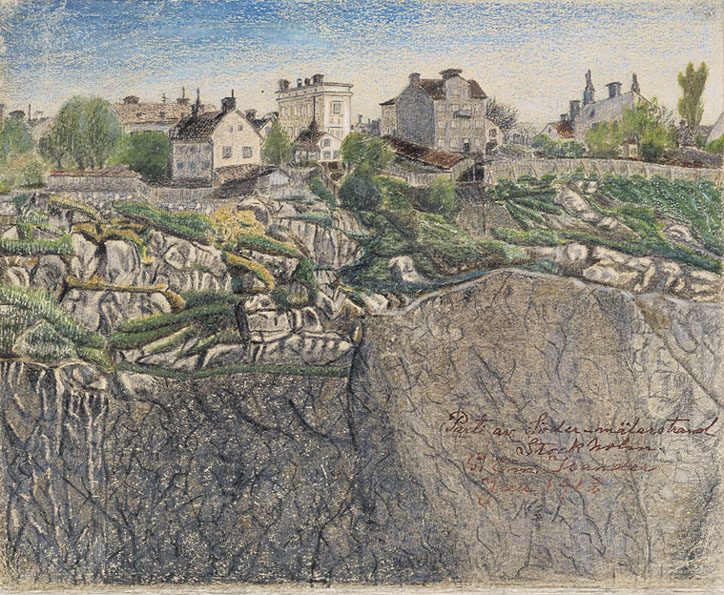
Parti av Söder Mälarstrand med Mariaberget av Gustaf Isander, 1912.

Gustaf Emil Isander, född 2 juli 1863 i Stockholm, död 30 juli 1929 i Stockholm, var en svensk kypare, tecknare, målare och grafiker, verksam i Stockholm.

## Biografi
Gustaf Isander var son till musikdirektören Erik Isander och Margareta Johana Andersson. Han växte upp i Gamla stan och på Södermalm i Stockholm.  Efter faderns död 1874 var han mellan sitt elfte och femtonde år intagen på frimurarnas barnhem i Kristineberg. Han var kypare i Stockholm, bland annat som fast anställd vid Kahns Bierstube 1908–1921 och före det timanställd vid Operakällaren, Blanches kafé och källaren till Hotell W 6 (senare Continental) vid Vasagatan.
Han fick sina första lektioner i teckning privat av Conny Burman och Gösta Krehl omkring 1905 och Anders Forsberg som var lärare vid Tekniska skolan. Han debuterade med en separatutställning 1920 på uppmaning av Carl Gustaf Laurin som sett hans konst vid en privat visning. Men han hade redan i sin ungdom tidvis försökt sig på konstnärsyrket och på ledig tid utfört teckningar. Han var först kyparpojke men övergick till att arbeta som bokkolportör vilket resulterade i att han under några år drev ett litet tryckeri för accidenstryck. Det har omtalats att han vid 1800-talets slut då han tjänstgjorde på Operakällaren fyllde kyparrummets väggar med kamratporträtt, karikatyrer av gäster samt teckningar av aktuella händelser.
Han representerar brytningstiden mellan handens avbildande och maskinens efterliknande. Han skapade en handfull grafiska blad, kända för sin noggrannhet, men samtidigt personliga stil.
Gustaf Isander framträdde som konstnär först i slutet av 50-årsåldern. Hans produktion inskränker sig till ett tiotal torrnålsraderingar med Stockholmsmotiv samt några blyertsteckningar. Metoden var en nål i en kork samt radering av graden som uppstod kring "repan". Hans litterära verk är en samling tidsminnen ur hans liv - Huller om buller! men sanning
Han gjorde även några teckningar i pastell, krita - t.ex. "Min första pastell" ...  " av mig såld till Ingenjör Hjalmar A. Dahl. Den 31 aug. 1928", skrivet av Gustaf på tavlans baksida. Verket föreställer en pepparkaksgubbe och en keramikmugg. I sina memoarer Huller om buller skriver han den 30-3-1928: "Färgerna voro Franska, somliga tjocka, de flästa smala och ynkliga, förpackningen slarvig, priset dyrt.... Jag tänkte, köp dem, och bida din tid om du har någon..." 
Han gifte sig 1893 med Dorothea Gustafsdotter (1859–1936).
Isander är representerad vid bland annat  Moderna museet,
Nationalmuseum, Stockholm, Värmlands museum, Stockholms stadsmuseum, Göteborgs konstmuseum, Kungliga biblioteket, Västerås konstförenings galleri, Victoria and Albert Museum och Münchens kopparstickskabinett.

## Utställningar
- Nationalmuseum: Minnesutställning över konstnären Gustaf Isander. 5.11.1929–31.1.1930.
- Utställning på Stockholms Stadsmuseum 1981 med minnesskrift och han var representerad i en utställning arrangerad av Society of American Etchers i New York 1937.

Isanders grafiska blad har inköpts av bland andra kung Gustaf V, British Museum, The Contemporary Art Society, England.

## Kända verk
- Stortorget Sommardag (1921)
- Expansion(målning)(1922).
- Lennart Kahn (på Kahns Bierstube Stockholm) (1918
- Västerlånggatan
- Gäddviken med trolldalen sett från Sikla (1918)
- Finska kyrkan
- Frimurarebarnhuset Kristineberg Stockholm (1918)
- Stortorget Vinternatt (1919)
- Glasbruksgatan gårdsinteriör Stockholm (1920)
- Kungliga Slottet Stockholm, Vaxholm (1923),
- Birger Jarls Torg (1927) "Utförandet har tagit en tid av 1½ år Gustaf Isander" (G.I:s handnotering på baksidan), Kungsklippan 6 (1925)
- Ryggåsstuga 300-årig i Stockholm (1924), Söder Mälarstrand (1923)
- Årsta Holmar (1922)